# 旋火
旋火是英国20世纪60年代开发的一种线导反坦克导弹，1966年至1993年间生产。这个名字的含义是指它能够在射击后快速旋转九十度，使其与瞄准装置的标线平齐。因此发射车可以被隐藏起来，操作员可以使用便携式瞄准器，将其放置在远处的更有利的发射位置。
旋火于1969年开始服役，并在服役期间获得了多次重大升级。它曾被安装至多种车辆上，包括FV438、FV102和多种卡车，比如路虎和雪貂装甲车。将其安装到直升机、坦克甚至气垫船的构想毫无进展。旋火一直应用于FV102打击者，直到2005年退役，被单兵便携式导弹取代。

## 重要参数
- 穿深: 800 mm（31英寸）RHA[4]（其他消息来源指出，穿深“高达610 mm（24英寸）”。

## 发展史

### 早期
英国陆军于1958年开始使用马尔卡拉 (导弹)，成为最早引进重型反坦克导弹的国家。马尔卡拉有许多问题，其中包括导弹必须升到瞄准线范围内才能发射，以及导弹的火箭发动机会留下一道烟雾，烟雾的持续时间长到能轻易暴露发射器的位置。此外，制导系统难以使用，并且针对移动目标攻击的性能有限。尽管如此，马尔卡拉还是为空降兵列装，以便他们能够远距离对付苏联装甲部队。
为了获得更强大的武器，供应部从1954年开始资助费尔雷航空公司的奥兰治·威廉的开发工作。奥兰治·威廉的想法是发射器和制导系统相距2（1.2英里），从而允许发射器保持在前线后方较远的位置，而小型且高度伪装的制导车则向前移动到可以看到敌人的地方。可惜的是，测试表明所用的制导系统很容易被烟雾和灰尘阻挡，使其在战场上失效。同一时期，陆军正在为酋长坦克开发皇家兵工厂L11 120毫米炮，随着开发的继续，大家发现这门炮似乎能够击败所有苏联坦克。因此对重型导弹的需求不那么紧迫了，奥兰治·威廉的导弹开发工作于1959年9月被取消。
同一时期，一种更轻的便携式武器研发成功，即维克斯警惕。根据马尔卡拉的经验，警惕引入了大幅改进的制导系统。虽然仍然是手动的，要求炮手目视导弹直至其接近目标，但它使用了一种向导弹发送校正指令的新方法，这种方法对于炮手来说更容易使用，尤其是针对移动的目标。警惕随后被推广至包括美国在内的多个国家。

### 旋火和陶式
在奥兰治·威廉的研究计划被取消后，陆军仍然对隐蔽射击的基本理念感兴趣，霍尔斯特德堡（原RARDE）每年获得250000英镑的资金来继续这方面的研究。作为最终的Project 12的一部分，他们开发了两个基本概念：Quickfire（速火）和Swingfire（旋火）。前者似乎是一种快速动作的武器，但细节没有公开。后者的设计目的是让它可以像奥兰治·威廉的理念—在隐蔽处射击。由于公司已经在间接火力方面拥有丰富的经验，并且担心这会导致其导弹团队的解散，因此费尔雷于1959年10月获得了一份新的开发合同。
旋火概念的基本思想是火箭排气的推力矢量允许导弹进行极限机动，包括发射后立即进行直角转弯。这在柏林等城市环境中尤其适用。炮手可以将瞄准器移至距离发射器100（330英尺）的位置，并依照接近线定位，而发射器则停在街道或小巷中。然后，车组人员将拨入主火线的距离及其相对于发射器的角度，导弹将飞行该距离，然后转向，飞过炮手并进入他的视线。导弹可以在发射器不暴露在敌人面前的情况下发射，而且炮手可以很容易地隐藏在散兵坑或建筑物中。虽然火箭烟雾仍然会泄露发射器的大致位置，但敌人将无法对隐藏的发射器进行还击，并且不知道炮手的位置。
华沙条约在20世纪60年代大幅增加坦克数量，远程导弹再次被认为很重要。苏联的计划是简单地利用数量优势压倒北约部队，因此非常需要一种能够在这些坦克接触到友军之前对其进行消耗的武器。美国陆军对这样的系统同样感兴趣，并于1961年7月与英国签署了鲁贝尔-祖克曼协议（Rubel-Zuckerman Agreement）以推进开发。根据该协议，美国将专注于短程速射武器，而RARDE将继续开发用于远程用途的旋火武器。在美国研究的几个概念中，BGM-71陶式最终被选定。陶式导弹采用半自动制导系统，使用非常方便，能够轻松跟踪移动目标，但在远距离使用时精度有限，必须直接瞄准并射向目标，从而使炮手容易受到攻击。
随着陶式的发展，它不断变得更好并获得更远的射程，最终成为了超越旋火的设计。美国建议英国采用陶式导弹，但英国认为跟踪器在整个飞行过程中必须与导弹保持一致是完全不可接受的，而美国则认为这无关紧要。任何在英国部队中引入陶式的计划都没有结果。

### FV438旋火
最初，有人提出在酋长上添加四枚旋火导弹。但安装在外部是一个严重的问题，安装它们需要改变瞄准系统，而这些都不廉价。随着皇家兵工厂L11主炮的发展，事实证明它的威力远远超出预期，而引入旋火的额外攻击力所需的代价不再值得付出。
1962年11月，GOR.1174问世，这是用于搭载旋火的轻型车辆，并选择FV432作为基础车辆。最初的设计方案需要一个车顶安装架，配有两个向上倾斜约30度的发射管。这使得车辆可以停在障碍物后面或壕沟内，导弹会在其上方弹出以越过障碍物。通过远程瞄准器或固定安装在车辆顶部的扩展潜望镜上的瞄准器实现瞄准，这样车辆就可以看到前方的任何防御工事。发射器安装在后部的铰链上，可以降低发射器进行重新装载。它的摆动角度是45度，因此在降低时前部稍微向下，以便装弹机可以从车内轻松接近管子的前部。发射时，火箭废气通过管子向前排出，从而不会危及车辆附近的单位。
事实证明，向前发射的火箭爆炸威力巨大，有时会损坏控制线或导弹本身。在一次测试中，仿真吊火引发的火灾持续了三分钟，据信，如果没有消防人员扑灭火焰，火会烧穿发射器并窜入车辆。前向排气的概念被放弃，每根管末端带有开放端口的新发射器被采用。发射时，废气喷向车辆甲板的后部，并偏转和扩散。另一个变化是，两根管现在分开安装，而不是共用一个公共铰链，这使得一根管可以降低以重新装弹，而另一根管仍处于射击位置。

### 原型的问题
在测试过程中发现，这套系统存在大量的小毛病，并且不断出现故障。直到1969年，军方勉强认可了这套系统，导弹开始入列。
一个重大问题是由火箭烟雾造成的。以前的导弹设计，如马尔卡拉，会留下一条直接指向发射器的烟迹，然后发射器可能会受到攻击。不需要担心旋火会留下烟雾，因为发射器本身会被隐藏，因此使用低烟雾设计无需过多担心。但在测试中发现，烟雾浓到足以遮挡导弹或目标。远距离下通过整个烟柱观察导弹时尤其是一个问题。这使得远距离瞄准在很大程度上取决于运气，结果证明远距离的精度低于标称值。
旋火最初于1969年7月提交给陆军接受评估。7月28日，军方最初拒绝了它，直到进行了进一步的修正后才接受。他们还发现培训系统不够完善。旋火当时的所有者—英国宇航同意对设计进行一些修改，陆军最终在八月接受了旋火。

### FV102打击者
1960年，为了制造一种轻型履带式侦察车，陆军启动了装甲车侦察（AVR）计划。最初的概念要求在一个炮塔上安装火炮和导弹，大概是旋火导弹。然而最终发现，不可能为满足要求的轻型车辆设计这样的炮塔，该项目于1964年被取消。
取而代之的是一种更轻的铝合金装甲车，即侦察战车 (履带式)（CVR(T)）。其与AVR的不同之处主要在于放弃了单一炮塔概念并在不同车辆上使用基于特定任务的炮塔。最广泛生产的型号是FV101蝎式，它安装了76毫米L23A1炮，发射HESH弹，能够摧毁大多数装甲车，但不能摧毁主战坦克。
为了着重发挥反坦克的作用，研究方最初为FV102打击者设计了一个旋转炮塔，在中间的光学瞄准系统的两侧安装了两枚旋火导弹。然而，这个概念被认为是有缺陷的，因为不需要旋转旋火来瞄准目标，因此新版本的设计是在车辆后部的一个箱子里放置了五个发射管。车内还储存了另外五枚导弹，与FV438一样，可以通过降低发射管来重新装弹，但导弹必须从车外装入。

### 升级
在美国和加拿大开发新型低烟雾固体火箭发动机期间，火箭排气问题变得很明显，开发公司同意为旋火开发一种新发动机，并于1972年提供。另一个挥之不去的问题是保持导弹水平飞行的陀螺仪容易漂移，但只需使发射管的倾斜角度更大就可以解决。
更大的升级是旋火改进制导（Swingfire Improved Guidance），简称SWIG，车辆光学瞄准系统中增加了一个红外跟踪器，以跟踪火箭发动机排出的气体并向导弹发送正确的命令，使其与瞄准器同步。这与陶式使用的基本系统相同。这使得导弹制导变得更加容易，因为炮手只需将视线瞄准目标，而不必自己进行任何修正。
巴尔和斯特劳德推出了一款红外瞄准镜，陆军于1982年对其进行了评估，1984年购买了3500个。英国宇航后来推出了热成像仪，使导弹的夜间性能大大提高。
旋火由费尔雷航空公司和英国飞机公司以及Wallop工业有限公司和其他小型分包商共同开发。它取代了在英国服役的维克斯警惕导弹。

### 从英国陆军退役
经过长时间的辩论，为了满足新的、不断变化的形势的要求，2005年中期标枪取代了旋火。英国陆军在标枪上投入了大量资金，它现在是英国陆军使用的极为重要的反坦克导弹系统。
除了FV438旋火和FV102打击者，旋火还可以从其他平台发射：
- FV712雪貂Mk.5：搭载4枚导弹，英国陆军使用
- 蜂旋（Beeswing）：安装在路虎或类似车辆的托盘上[17]
- 鹰旋（Hawkswing）：安装在山猫直升机上[3]

## 战斗记录
旋火曾参与了海湾战争。

## 使用方

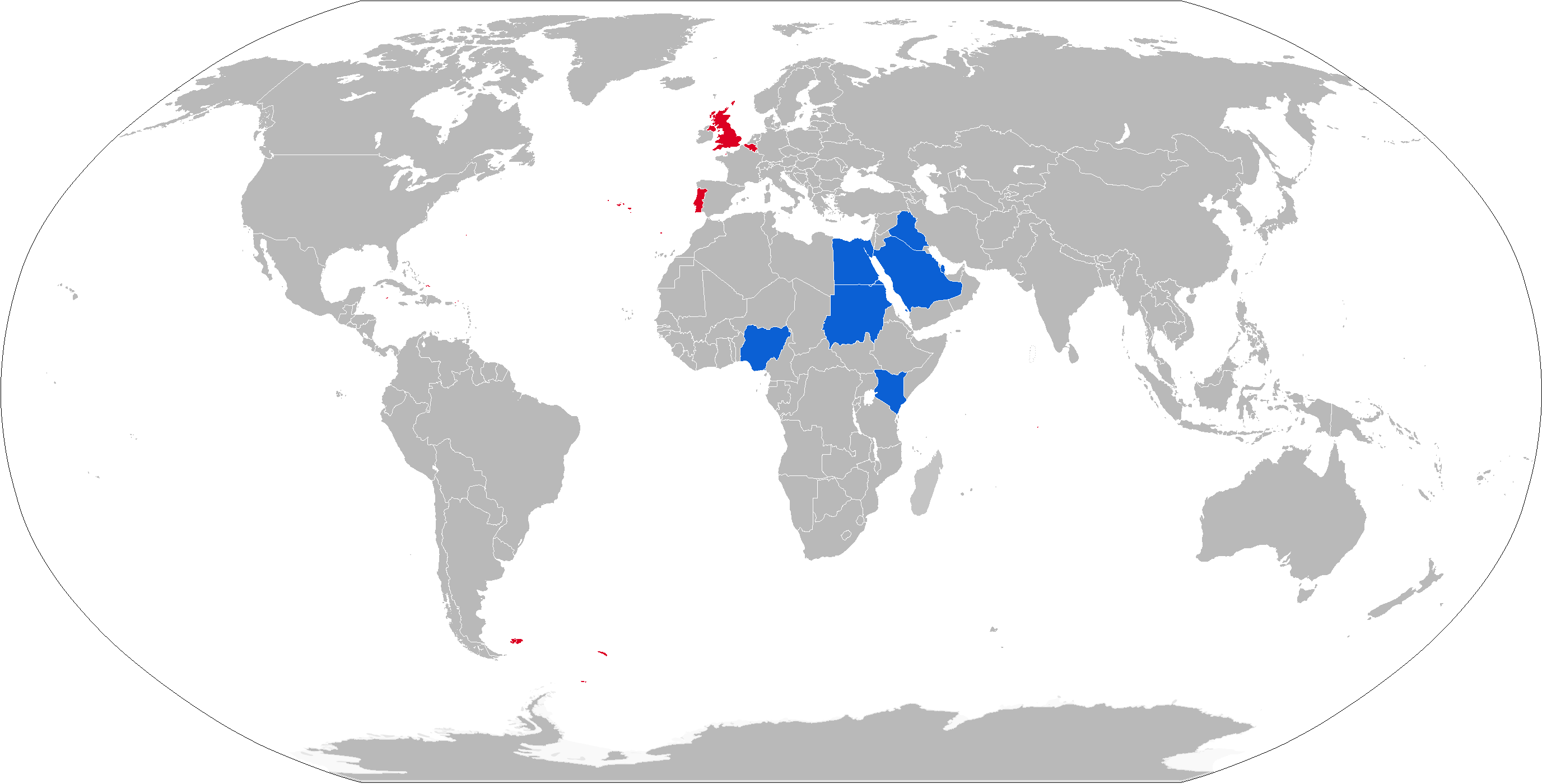
地图上旋火的当前使用国标注为蓝色，前使用国为红色

### 当前使用方

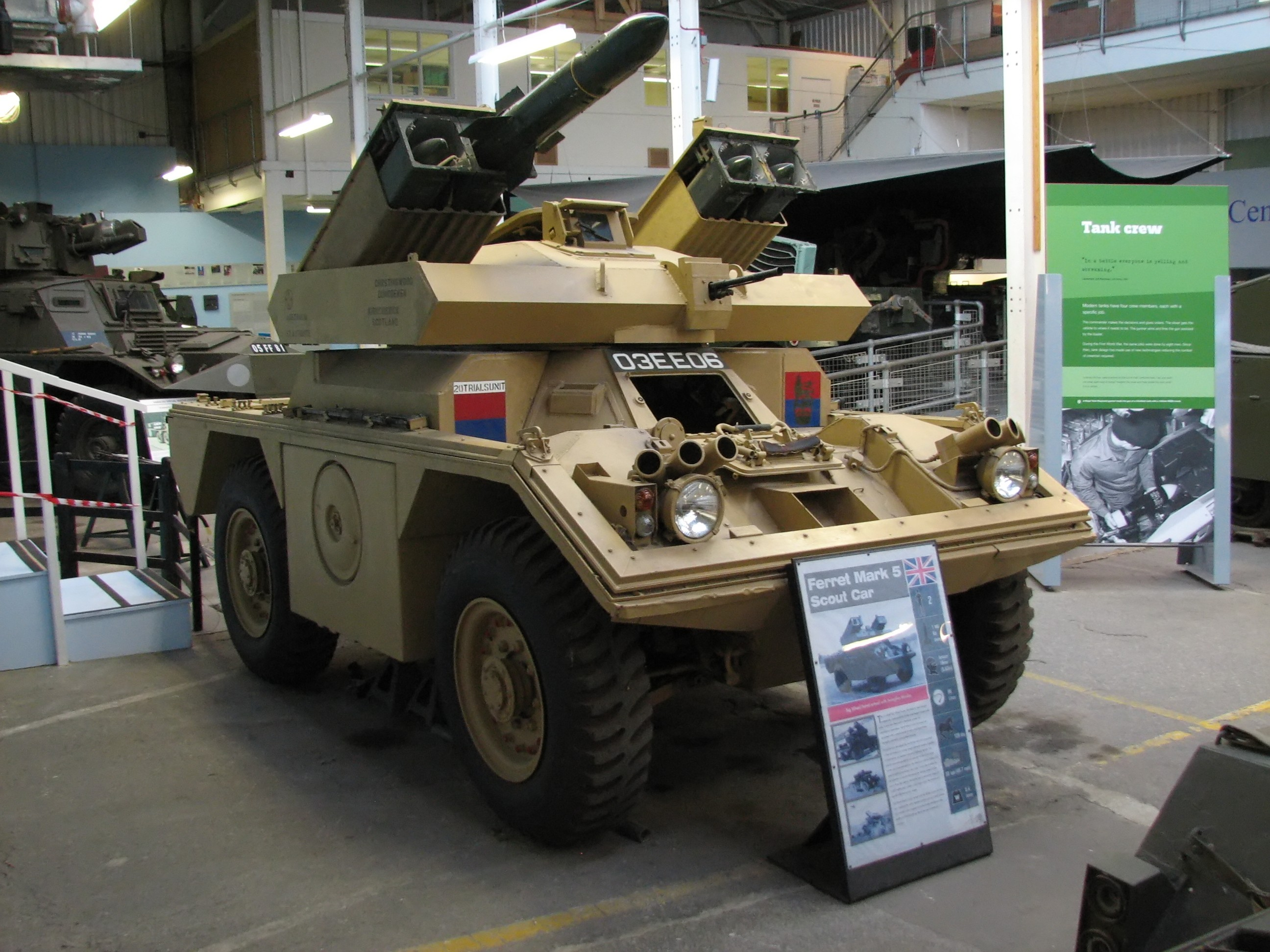
搭载旋火的雪貂Mk.5，坦克博物馆，博文顿

- 埃及：埃及陆军[19]
  - 旋火导弹也获得授权由阿拉伯-英国动力公司在埃及生产。[20]
- 伊拉克[21]
- ：肯尼亚陆军（英语：Kenya Army）[3]
- 奈及利亞：尼日利亚陆军（英语：Nigerian Army）[22]
- [3]
- 沙烏地阿拉伯：沙特阿拉伯陆军（英语：Saudi Arabian Army）[3]搭载旋火的雪貂Mk.5，坦克博物馆，博文顿
- 苏丹：SPAF[21][23]

### 前使用方
- 比利时：比利时陆军（英语：Belgian Land Component）[3]
- 伊朗：伊朗陆军[24]
- 葡萄牙：葡萄牙陆军（英语：Portuguese Army）
  - 安装于柴米特（英语：Bravia Chaimite）装甲车，现已退役。
- 英国：英国陆军
  - FV102打击者：5个发射管
  - FV438旋火：双发射管
  - 雪貂Mk.5：四个发射管

## 退役事故
2002年3月，20枚退役弹头与8枚反坦克地雷一起被冲入布里斯托尔湾。弹头的总爆炸当量相当于64.2千克TNT，没有找到。

## 笔记
1. ↑  一个消息源指出这发生于1958年，但奥兰治·威廉当时仍在进行这个研究。其他来源则表示这始于1959年。

## 脚注

### 引用
1. ↑  Pattie, Geoffrey. . millbanksystems. 1984-07-10  [2016-05-21]. （原始内容存档于2016-06-17）.
2. ↑  . Everything2.com.   [2015-08-19]. （原始内容存档于2015-09-24）.
3. 1 2 3 4 5 6 7 8 9 10 11  . www.forecastinternational.com. （原始内容存档于2008-05-13）.
4. ↑  Stephen Bull. . Westport: Greenwood Press. 2004: 257 （英语）.
5. 1 2 3 4  Lister 2020，第163頁.
6. ↑  Forbat 2012，Chapters 5 & 6.
7. ↑  Lister 2020，第164頁.
8. 1 2  Lister 2020，第165頁.
9. 1 2 3  Lister 2020，第166頁.
10. 1 2 3  Lister 2020，第168頁.
11. 1 2 3 4  Lister 2020，第170頁.
12. ↑  Ogorkiewicz 1972，第24頁.
13. 1 2  Ogorkiewicz 1972，第25頁.
14. ↑  Wallop Pyrotechnics 的存檔，存档日期2016-11-28., Flight International, 18/25 June 1977, 1854页
15. ↑   (新闻稿). 英国国防部. 2005-07-28  [2016-02-08]. （原始内容存档于2008-03-03）.
16. ↑  . Army Technology.   [2015-08-19]. （原始内容存档于2015-09-07）.
17. ↑   (PDF) （英语）.
18. ↑  . Facebook.   [2015-08-19]. （原始内容存档于2014-06-29）.
19. ↑  John Pike. . Globalsecurity.org.   [2015-08-19]. （原始内容存档于2015-09-24）.
20. ↑  John Pike. . Globalsecurity.org.   [2015-08-19]. （原始内容存档于2015-09-24）.
21. 1 2   的存檔，存档日期2007-01-25.
22. ↑  . Armyrecognition.com.   [2015-08-19]. （原始内容存档于2015-08-10）.
23. ↑  . Acig.org.   [2015-08-19]. （原始内容存档于2009-03-14）.
24. ↑  Zarzecki, Thomas W. . Psychology Press. 2002  [2024-04-28]. ISBN 9780415935142. （原始内容存档于2023-11-04）.
25. ↑  . Publications.parliament.uk.   [2015-08-19]. （原始内容存档于2016-01-09）.
26. ↑  . Publications.parliament.uk.   [2015-08-19]. （原始内容存档于2016-01-09）.
27. ↑  David Hencke. . the Guardian. 2003-02-04  [2015-08-19].

### 书籍
- Lister, David. . Pen and Sword. 2020. ISBN 9781526755179.
- Ogorkiewicz, Richard. . Armor. 1972，5月-6月: 24–27.
- Forbat, John. . The History Press. 2012. ISBN 9780752487922.